# Macrothemis calliste
Macrothemis calliste är en trollsländeart som först beskrevs av Friedrich Ris 1913.  Macrothemis calliste ingår i släktet Macrothemis och familjen segeltrollsländor. Inga underarter finns listade i Catalogue of Life.